# -typie
Das Suffix -typie kommt aus dem Altgriechischen und wird in der deutschen wie den meisten europäischen Sprachen in vielen zusammengesetzten Wörtern verwendet.
Das griechische Hauptwort τύπος (Transliteration týpos) bedeutet „Schlag, Eindruck, Druck“, auch im heutigen Sinn von Typographie, Satz und Druck.
Das verwandte Verb τύπειν (týpein) bedeutet „einen Eindruck machen“ oder „etwas vervielfältigen“, etwa über eine Schablone oder einen Abdruck oder durch das Abrollen eines Siegels oder Ähnliches.
Beispiele für Wörter mit der Endung -typie oder -typ sind:
- Phonotypie
- Stenotypie
- Stereotypie
- Prototyp.

Siehe auch: Liste griechischer Wortstämme in deutschen Fremdwörtern